# Michael Addison (3e vicomte Addison)
Michael Addison, 3e vicomte Addison (12 avril 1914 - 23 mars 1992), est un fonctionnaire et universitaire britannique.

## Biographie
Addison est le deuxième fils de Christopher Addison (1er vicomte Addison), et de sa première épouse, Isobel Mackinnon Gray. Son père, médecin et homme politique, est nommé vicomte en 1945. Il fait ses études à la Hele's School d'Exeter et au Balliol College d'Oxford.
Il est dans la fonction publique entre 1936 et 1965. Il sert comme officier du renseignement pendant la Seconde Guerre mondiale entre 1941 et 1945 en tant que Flying Officer avec la Royal Air Force Volunteer Reserve. Il est maître de conférences entre 1965 et 1976 à la Polytechnic of Central London, School of Management Studies, Londres. Il accède à la vicomté à la mort de son frère, décédé sans héritier mâle en 1976 .
Lord Addison épouse Kathleen Wand, fille du très révérend William Wand, le 22 août 1936, avec qui il a les enfants suivants : 
- Eleanor Brigit Addison (née le 11 juin 1938)
- Caroline Ruth Addison (née le 30 juillet 1942)
- William Addison (4e vicomte Addison) (né le 13 juin 1945)

Il est décédé en 1992 et est remplacé par son fils unique.